# Ленорман, Луи-Себастьян
Луи-Себастьян Ленорман (фр. Louis-Sébastien Lenormand; 25 мая 1757, Монпелье — декабрь 1837, Кастр) — французский физик, изобретатель и пионер в области прыжков с парашютом. Его считают первым человеком, который совершил засвидетельствованный спуск с парашютом, и также приписывают ему введение термина «парашют» (от греческого para  — «против» и французского chute  — «падение»). После совершения прыжка с дерева с помощью двух модифицированных зонтиков Ленорман усовершенствовал своё изобретение и 26 декабря 1783 года спрыгнул с башни обсерватории Монпелье перед толпой, которая включала Жозефа Монгольфье, используя 14-футовый парашют с твёрдым деревянным каркасом. Назначение парашюта он видел в том, чтобы помочь людям, находящимся в горящем здании, покинуть его целыми. Дело Ленормана продолжил Андре-Жак Гарнерен, который совершил первый прыжок с большой высоты с помощью нетвёрдого парашюта.

## Биография
Ленорман родился в Монпелье в 1757 году в семье часовщика. В 1775—1780 годах он изучал физику и химию под руководством Лавуазье и Бертолле в Париже, где он также стал работать в администрации ответственным за селитру. В этой должности он приобрёл научные и математические знания о производстве пороха. После возвращения в Монпелье он работал в магазине своего отца, погрузившись в интеллектуальное сообщество города и начав свои эксперименты по прыжкам с парашютом, вдохновлённый представлением тайского эквилибриста, который использовал пляжный зонтик для баланса. Прежде чем совершить публичный прыжок с башни обсерватории, Ленорман проверил свои парашюты на животных.
После этой общественной демонстрации Ленорман посвятил себя науке о «чистой технологии». С этой целью он сначала стал монахом-картезианцем, поскольку монастырь в Саисе около Кастра позволил ему продолжать его «светские» исследования. Когда во время Французской революции он вынужден был отказаться от своего духовного сана и жениться, он переехал в Альби чтобы преподавать технологию в колледже, недавно основанным его тестем. В 1803 году переехал в Париж, где получил работу в бюро акцизов, части Министерства финансов. В течение этого времени Ленорман начал печататься в технологических журналах, подал патенты на байдарку, часы (успешно установленные в Парижской Опере) и общественную систему освещения. Когда он был уволен со своей работы в 1815 году, Ленорман занялся издательским делом, сначала изданием Annales de l’industrie nationale et étrangère («Летопись национальной и иностранной промышленности») и Mercure technologique («Технологический вестник», дословно «Технологический Меркурий»), а затем начав его в 1822 и продолжая до 1837 года, издал двадцатитомный Dictionnaire technologique («Технологический словарь»). В течение этого времени он также издал руководства по таким разнообразным темам, как пищевые продукты и переплётное мастерство.
В 1830 году Ленорман возвратился в Кастр, и после отчуждения от своей жены и её семьи, отказался от своего брака и возобновил свою религиозную жизнь. Он умер в Кастре в декабре 1837 года. В свидетельстве о его смерти его профессия была указана как «профессор богословия», поскольку термин «технология» был ещё слишком нов в то время.